# Chenommet
Chenommet is een plaats en voormalige gemeente in het Franse departement Charente in de regio Nouvelle-Aquitaine en telt 128 inwoners (1999). De plaats maakt deel uit van het arrondissement Confolens.

## Geschiedenis
Chenommet is op 1 januari 2017 gefuseerd met de gemeenten Aunac en Bayers tot de gemeente Aunac-sur-Charente. De voormalige gemeente kreeg aanvankelijk de status van commune déléguée tot deze op 1 januari 2025 werd opgeheven.

## Geografie
De oppervlakte van Chenommet bedraagt 4,4 km², de bevolkingsdichtheid is 29,1 inwoners per km².
De onderstaande kaart toont de ligging van Chenommet met de belangrijkste infrastructuur en aangrenzende gemeenten.

## Demografie
Onderstaande figuur toont het verloop van het inwonertal.
Aunac · Bayers · Chenommet · Moutonneau